# 90461 Matthewgraham
90461 Matthewgraham è un asteroide della fascia principale. Scoperto nel 2004, presenta un'orbita caratterizzata da un semiasse maggiore pari a 3,0681300 UA e da un'eccentricità di 0,2219055, inclinata di 2,07295° rispetto all'eclittica.